# Итяхарью
И́тяхарью (фин. Itäharju, швед. Österås) — один из районов города Турку, входящий в округ Нумми-Халинен.

## Географическое положение
Район расположен к северо-востоку от центральной части города Турку и граничит с районом Купиттаа.

## Застройка
Район преимущественно застроен промышленными зданиями, складами, офисными зданиями, плотность жилой застройки находится на низком уровне.

## Население
В 2004 году численность населения района составляла 2940 человек, из которых дети моложе 15 лет — 16,19 %, а пожилые люди старше 65 лет — 15,54 %. Финским языком в качестве родного владели 93,20 %, шведским — 5,07 %, а другими языками — 1,73 % населения района.